# Eleanor Bergstein
Eleanor Bergstein (née en 1938) est une écrivaine américaine, connue pour avoir écrit et coproduit le film culte des années 1980 Dirty Dancing, en grande partie basée sur sa propre enfance. 

## Vie et carrière
Eleanor Bergstein est née en 1938 dans le quartier de Brooklyn à New York aux États-Unis. De famille juive, elle a une sœur aînée, Frances. Leur père, Joseph, était médecin, laissant une grande partie des soins de ses filles à leur mère Sarah. La famille passait les étés dans le complexe hôtelier de luxe Grossinger's Catskill Resort, dans les montagnes Catskill non loin de New York City, et pendant que ses parents jouaient au golf, Eleanor dansait. Adolescente, elle était une reine du mambo et participait à des compétitions locales. Au collège, elle a enseigné la danse dans les studios de Arthur Murray. 
En 1966, elle se maria à Michael Goldman et publia, entre autres, Advancing Paul Newman. Ce roman contient plusieurs des thèmes de son célèbre film. Elle s'est également essayée à l'écriture de scénario et a eu du succès avec C'est ma chance, un film mettant en vedette Michael Douglas et Jill Clayburgh. Au montage, les producteurs ont retiré une scène de danse érotique. Ce qui la décida à écrire une histoire plus longue, ayant pour thème la "danse sale" (traduction de "dirty dancing", le titre du film). 
En 2004, elle créa une version scénique de Dirty Dancing, qui fut présenté à partir de 2004 en Australie .

## Œuvres
- Dirty Dancing: The Musical, mise en scène 2004
- Que ce soit moi, 1995 film
- Ex-Lover: A Novel, roman de 1989
- Dirty Dancing, 1987 film
- C'est ma chance, scénario de 1980
- Advancing Paul Newman, roman de 1973